# Capaul & Blumenthal
Capaul & Blumenthal ist ein Schweizer Architekturbüro, das 2000 von Ramun Capaul und Gordian Blumenthal im Bündner Ilanz gegründet wurde.

## Partner
Ramun Fidel Capaul (* 1969) studierte 1998 Architektur an der Heatherley School of Fine Arts in London und an der ETH Zürich. Capaul lehrte an der Rhode Island School of Design, an der EPF Lausanne und an der Fachhochschule Graubünden. Capaul ist Mitglied des Bündner Heimatschutzes, des BSA und des Schweizerischen Werkbunds.
Gordian Blumenthal (* 1967) studierte bis 1996 Architektur an der ETH Zürich und arbeitete anschließend bis 1998 bei Peter Zumthor. Blumenthal lehrte an der EPF Lausanne und an der Fachhochschule Graubünden. Blumenthal ist Mitglied des BSA und des Schweizerischen Werkbunds.

## Bauten
- 2010: Cinema Sil Plaz, Ilanz[6]
- 2014: Restaurierung Türalihus, Valendas
- 2014: Badehaus, Vattiz-Lumnezia[7]
- 2015: Umbau Casa da Meer, Lumbrein[8]
- 2018: Restaurierung Haus F. Richterich, Laax (1962 erbaut von Rudolf Olgiati)[9]
- 2019: Haus Frasnelli, Bonaduz[10]
- 2018–2022: Chamanna Cluozza mit Conzett Bronzini Partner[11]

## Auszeichnungen und Preise
- 2008: Eidgenössisches Kunststipendium für Ramun Capaul
- 2010: Goldener Hase für Cinema Sil Plaz, Ilanz[12]
- 2011: Philippe Rotthier European Prize for Architecture für Cinema Sil Plaz, Ilanz[13]
- 2013: Auszeichnung für gute Bauten Graubünden für Cinema Sil Plaz, Ilanz[14][15]
- 2013: arc award Kategorie Gastro, Freizeit und Kulturbauten für Cinema Sil Plaz, Ilanz[16]
- 2013: Anerkennung – Constructive Alps für Cinema Sil Plaz, Ilanz
- 2014: Hase in Bronze für Türalihus, Valendas
- 2014: arc award[17]
- 2016: 2. Preis – Constructive Alps für Türalihus, Valendas[18]
- 2017: Auszeichnung für gute Bauten Graubünden für Türalihus, Valendas
- 2017: Auszeichnung – Gestaltungspreis der Wüstenrot Stiftung für Türalihus, Valendas[19]

## Bücher
- Schweizerischer Ingenieur- und Architektenverein (Hrsg.): Architekturführer Schweiz. Die besten Bauwerke des 21. Jahrhunderts. Callwey, Georg D.W., München 2015
- Rudolf Olgiati. Sogn Giacun. Atelier Nord, Basel mit einem Beitrag von Ludmila Seifert und Fotografien von Laura Egger.
- Köbi Gantenbein (Hrsg.): Bauen in den Alpen: Klimavernünftige Architektur zwischen Ljubljana und Nizza: Ein Architekturführer zur Klimavernunft. Edition Hochparterre, Chur 2021 mit Beiträgen von Gion A. Caminada und Fotografien von Hans Danuser und Ralph Feiner.